# Alexandra von Grote
Alexandra Ursula Maria von Grote (* 23. April 1944 in Bad Polzin) ist eine deutsche Autorin, Regisseurin sowie Drehbuchautorin.

## Leben und Wirken
Alexandra von Grote stammt aus der deutsch-baltischen Adelsfamilie von Grote. In Pommern geboren, lebte sie in ihrer Jugend in Paris und besuchte hier ein französisches Gymnasium, die Internationale Schule in St. Germain-en-Laye, absolvierte dort das französische Abitur. Anschließend studierte sie an den Universitäten in München und Wien Theaterwissenschaften, Philosophie und Romanistik und promovierte in Wien zum Dr. phil. Parallel dazu absolvierte sie eine Schauspielausbildung, arbeitete an kleinen Theatern und übernahm für die Dramaturgie des Wiener Burgtheaters Übersetzungen aus dem Französischen.
Nach ihrem Studium war sie als Redakteurin im ZDF in den Abteilungen Schauspiel und Fernsehspiel tätig. Danach wurde von Grote Referentin für Kulturpolitik beim Senator für Wissenschaft und Kunst in Berlin.
Für den ZDF-Dokumentarfilm Spiel und Bewusstsein, der sich inhaltlich mit dem neuen Kindertheater in der BRD auseinandersetzt, verfasste sie 1972 das Drehbuch.
Bei dem  60 Min. Dokumentarfilm von 1979 Sie blieben im Lande und wehrten sich täglich schrieb Alexandra von Grote das Drehbuch und  führte Regie. Der Film wurde vom Sender Freies Berlin und Antenne 2 (Paris)produziert.
Als Dokumentaristin arbeitete sie 1978/79 am vierteiligen TV-Film Paris-Berlin mit, der vom SFB und Antenne 2 Paris produziert wurde.
Ihr Debüt als Regisseurin gab sie 1982 mit dem Film Weggehen um anzukommen.
Drei Jahre später folgte der Film Novembermond (eine deutsch-französische Co-Produktion), der die Geschichte einer Berliner Jüdin erzählt, die vor den Nazis nach Paris flieht und dort die Französin Ferial kennenlernt. Aber auch in Paris muss sich die Jüdin mit Namen November über Jahre versteckt halten. Vor der Kulisse des Zweiten Weltkrieges entwickelt sich zwischen beiden Frauen eine intensive Beziehung, die den dramaturgischen Faden des Films bildet. Michael Kassandros vom Hamburger Abendblatt lobte, dass es Alexandra von Grote mit dem Film gelungen sei, „Geschichtsbetrachtung und Liebesgeschichte zu einer Einheit zu verbinden, in der die politischen Umstände auch immer das Private beeinflussen. Sie verzichtet dabei auf spektakuläre, oberflächliche Effekte, sucht vielmehr in Details und Nuancen die persönlichen Schicksale ihrer Hauptpersonen für das Publikum erfahrbar zu machen.“
1989 inszenierte sie den Film Reise ohne Wiederkehr (BRD 1990), der darstellt, wie das Schicksal einiger behinderter Kinder in der NS-Zeit zu einer „Reise ohne Wiederkehr“ wird. Unter dem Vorwand, in andere Kinderheime verlegt zu werden, werden sie zu medizinischen Zwecken missbraucht und anschließend ermordet. Die Cinema urteilte: „Ein halbes Jahrhundert nach dem faschistischen Terror-Regime der Nazis hat Alexandra von Grote mit „Reise ohne Wiederkehr“ den ersten deutschen Spielfilm zum Thema „Euthanasie“ geschaffen. Es ist kaum möglich, sich der bewegenden Suggestivkraft des Films zu entziehen. Warum hat es so lange gedauert, bis ein Film wie dieser im Land der Täter entstehen konnte?“
Alexandra von Grote ist auch als Regisseurin für deutsche Film-Synchronarbeiten (fremdsprachige Kinofilme und TV-Filme) tätig. Sie erstellte eine Reihe von deutschen Synchronfassungen (Buch und Regie) u. a. bei Hitlerjunge Salomon (Film von Agnieszka Holland), Die Bartholomäusnacht (Film von Patrice Chereau), Süßes Gift (Film von Claude Chabrol), Sagan (Film von Diane Kurys), La Belle et la Bete (von Christophe Gans) sowie Das blaue Zimmer nach George Simenon (2015).
Neben Drehbüchern schrieb sie Gedichte, Erzählungen und Romane. Ihr erster Roman mit dem Titel „Die unbekannte Dritte“ wurde 1998 im Fischer Taschenbuch Verlag veröffentlicht. Es folgten in der Krimireihe mit der Kommissarin Florence Labelle drei weitere Romane. Anschließend erfand sie eine Krimireihe mit dem Pariser Kommissar LaBréa und schrieb insgesamt sechs Romane. Ein weiterer Roman mit dem Titel „Nichts ist für die Ewigkeit“ wurde 2006 veröffentlicht. Eine Erzählung mit dem Titel „Augen, so blau wie das Meer“ wurde bereits 1991 veröffentlicht. Drei ihrer Kriminalromane mit dem Pariser Kommissar LaBréa wurden von der ARD/Degeto und teamWorx Filmproduktion verfilmt: Tod an der Bastille, Mord in der Rue St. Lazare und Todesträume am Montparnasse.
Im April 2015 wurde ihr Roman „Die Nacht von Lavara“ als E-Book im dotbooks Verlag veröffentlicht. Er handelt von Schuld und einem ungesühnten Kriegsverbrechen, das sich 1943 in Italien ereignet hat. Im Mittelpunkt stehen eine italienische Opernsängerin, ein Obdachloser in Paris und ein bekannter französischer Industrieller, deren Leben durch die damaligen Kriegsereignisse schicksalhaft miteinander verbunden sind.

## Werke

### Als Regisseurin sowie Drehbuchautorin
- 1982: Weggehen um anzukommen
- 1985: Novembermond
- 1986: Time is Money (Kurzfilm)
- 1989: Reise ohne Wiederkehr

### Als Autorin
Florence-Labelle-Reihe
- Die unbekannte Dritte. Roman, Fischer-Taschenbuchverlag, Frankfurt/M. 1998, ISBN 3-596-13958-9.
- Die Kälte des Herzens. Roman, Fischer-Taschenbuchverlag, Frankfurt/M. 2000, ISBN 3-596-14729-8.
- Das Fest der Taube. Roman, Fischer-Taschenbuchverlag, Frankfurt/M. 2002, ISBN 3-596-15488-X.
- Die Stille im 6. Stock. Roman, Fischer-Taschenbuchverlag, Frankfurt/M. 2002, ISBN 3-596-15705-6.

Maurice-LaBréa-Reihe
- Mord in der Rue St. Lazare. Maurice LaBréas erster Fall. Droemer Knaur, München 2005, ISBN 3-426-62699-3; Heyne, München 2008, ISBN 978-3-453-43377-9.
- Tod an der Place de la Bastille. Maurice LaBréas zweiter Fall. Knaur, München 2005, ISBN 3-426-62700-0; Tod an der Bastille, Heyne, München 2008, ISBN 978-3-453-43378-6.
- Todesträume. Maurice LaBréas dritter Fall. Knaur, München 2007, ISBN 978-3-426-63393-9; Heyne, München 2008, ISBN 978-3-453-43379-3.
- Der letzte Walzer in Paris. Ein Fall für Kommissar LaBréa. Heyne, München 2010, ISBN 978-3-453-43376-2.
- Der tote Junge aus der Seine. Ein Fall für Kommissar LaBréa. Heyne, München 2010, ISBN 978-3-453-43380-9.
- Der lange Schatten. Ein Fall für Kommissar LaBréa. Heyne, München 2011, ISBN 978-3-453-40833-3.

Andere Bücher
- Augen, so blau wie das Meer. Eine romantische Erzählung. Feministischer Buchverlag, Wiesbaden 1991, ISBN 3-922229-13-1.
- Nichts ist für die Ewigkeit. Kriminalroman, Knaur, München 2006, ISBN 978-3-426-62910-9.
- Die Nacht von Lavara. Roman, Verlag dotbooks München, Kindle Edition, ISBN 978-3-95824-174-9
- Die Geschwindigkeit der Stille. Roman, Verlag dotbooks München 2021, ISBN 978-3-96655-119-9
- Die Stunde der Schatten. Roman, Verlag dotbooks München 2023, ISBN 978-3-96655-127-4